# Challenge-Cup 1901-1902
Durante la quinta edizione della Challenge-Cup esordirono le squadre ungheresi di Budapest, così da estendere la competizione ai tre centri principali dell'Impero. Ad aggiudicarsi la coppa fu il Vienna Cricket & FC, alla seconda affermazione.

## Risultati
Di seguito i risultati della competizione.

### Semifinali regionali
| Praga 24 novembre 1901 | Union Praga | 2 – 4 | Slavia Praga |  |

| Vienna 8 dicembre 1901 | Neubauer SC | 1 – 3 | Badener SC |  |

| Budapest 16 marzo 1902 | Budapesti | 1 – 3 | Ferencváros |  |

| Budapest 25 marzo 1902 | 33 FC | 0 – 2 | BTC Budapesti |  |

### Finali regionali
| Vienna 9 marzo 1902 | Vienna Cricketer | 17 – 1 | Badener SC |  |

| Praga 16 marzo 1902 | Slavia Praga | 9 – 1 | ČAFC Vinohrady |  |

| Budapest 27 aprile 1902 | BTC Budapesti | 5 – 1 | Ferencváros |  |

### Semifinale
| Vienna 8 maggio 1902 | Vienna Cricketer | 4 – 3 | Slavia Praga |  |

### Finale
| Vienna 18 maggio 1902 | Vienna Cricketer | 2 – 1 | BTC Budapesti |  |